# Mircea Ciobanu
Mircea Ciobanu, vijfde zoon van Radu cel Mare, was heerser van Walachije tussen 1545-1554 en 1558-1559. Zijn eerste regeerperiode werd in de lente van 1552 tot november 1553 onderbroken door pretendent Radu Ilie. Vijandig aan de hoge aristocratie, probeerde hij om de andere secties mensen door concessies zich naar hen aan te trekken. In 1548 versloeg hij een groot leger bij Periș, dat uit bojarenvluchtelingen uit Transsylvanië bestond die Mircea wilden afzetten. Mircea raakte geïnteresseerd in de urbanistische ontwikkeling van Boekarest en nam duidelijke belangstelling in de drukactiviteit van Coreși. Verder heeft Mircea ook het Curtea Veche herbouwd.